# 大海吾郎
大海吾郎（おおみ ごろう、1963年10月15日 - ）は、日本の男性、ナレーター。兵庫県出身。

## 来歴・人物
大沢事務所を経て、懸樋プロダクション所属。
上智大学を卒業後、文具メーカー「プラス」の開発担当・広告代理店でのイベント制作等様々な職務を経てラジオDJデビュー。現在は「報道ステーション」のスポーツなどナレーションを中心に活躍している。通販番組でヒットに貢献するナレーターといわれ、CMナレーションなども多い。

## 出演作品

### ナレーション
- フジテレビ「奇跡体験!アンビリバボー」
- テレビ朝日 「報道ステーション」「サタデーステーション」スポーツコーナー
- テレビ東京 「たけしの誰でもピカソ」
- テレビ東京ほか 「人生の切符」「笑顔の切符」「太陽と緑の健やかタイム」
- TBS 「世界のゴールデンタイム」
- フジテレビ　「ニュース 知ってるつもり!?」
- 日本テレビ 「すっぴんジャパ～ン!」
- 日本テレビ 「「SING/シング」公開記念SP」
- BS-TBS 「ロック6オン」
- 北野チャンネル → チャンネル北野 (CSフジテレビ)「毒スポ」
- ディズニーch・旅chほか 「東京ディズニーリゾートパーフェクトガイド」
- ジョンソン・エンド・ジョンソン 「ニコレット」（2017年5月現在のTVCM）
- プレサンスコーポレーション（2017年現在のTVCM）
- ユニチャーム 「ライフリー さわやかパッド男性用」（2017年10月現在のTVCM）